# Rhizotrogus carduorum
Rhizotrogus carduorum es una especie de coleóptero de la familia Scarabaeidae.

## Distribución geográfica
Habita en el Magreb, entre otros lugares en Ceuta.